# Södra Kärrlången
Södra Kärrlången är en sjö i Strängnäs kommun i Södermanland och ingår i Norrströms huvudavrinningsområde. Sjön har en area på 0,616 kvadratkilometer och ligger 26 meter över havet. Södra Kärrlången ligger i Södra Kärrlången Natura 2000-område. Sjön avvattnas av vattendraget Histaån. Vid provfiske har gädda, mört, ruda och sutare fångats i sjön.

## Delavrinningsområde
Södra Kärrlången ingår i det delavrinningsområde (657519-157666) som SMHI kallar för Utloppet av Södra Kärrlången. Medelhöjden är 32 meter över havet och ytan är 4,91 kvadratkilometer. Det finns inga avrinningsområden uppströms utan avrinningsområdet är högsta punkten. Histaån som avvattnar avrinningsområdet har biflödesordning 3, vilket innebär att vattnet flödar genom totalt 3 vattendrag innan det når havet efter 72 kilometer. Avrinningsområdet består mestadels av skog (64 procent) och sankmarker (12 procent). Avrinningsområdet har 0,62 kvadratkilometer vattenytor vilket ger det en sjöprocent på 12,6 procent.